# Santa Maria di Licodia

Santa Maria di Licodia là một đô thị và cộng đồng (comune) ở tỉnh Catania trong vùng Sicilia miền nam nước Ý.
Đô thị Acireale có diện tích 26 ki lô mét vuông, dân số thời điểm năm 2001 là 6745 người.
Đô thị này có các đơn vị dân cư (frazioni) sau:
Các đô thị giáp ranh: 